# Cramer (nissaga de músics)
Cramer (nissaga de músics) (fou una família de músics alemanys que actuà des del Barroc al Romanticisme)
- Johann Jacob Cramer (flautista), (1705 – 1770) fou el cap de la nissaga de músics.
- Wilhelm Cramer (1746 - 1799) fou un violinista i compositor, fill de Jacob i pare de Johann Baptist i Franz
- Franz Cramer (1772 - 1848) fou un pianista i compositor alemany. Era fill de Wilhelm.
- Johann Baptist Cramer (1771 - 1858) fou un pianista i compositor alemany. Era fill de Wilhelm.
- Franz II Cramer (1786 - [...?]), pianista i compositor fou el pare del també músic Enric i era net de Jacob.
- Enric Cramer ([...?-1877) fou pianista i compositor com el seu pare Franz II.